# G9
G9（ジー ナイン）は、ソニー・エリクソン・モバイルコミュニケーションズ（現：ソニーモバイルコミュニケーションズ）が日本国内向けに開発したauブランドを展開するKDDIおよび沖縄セルラー電話のCDMA 1X WIN対応携帯電話である。製造型番はSOX01（エスオーエックス ゼロイチ）。名前の由来はかつてau design projectのデザインコンセプトモデルだった「GRAPPA（グラッパ）」シリーズの2009年バージョンを意味する「GRAPPA 2009」からとっている。なお、本機のデザインは「GRAPPA」および「GRAPPA002」同様、岩崎一郎が手がけている。

## 概要
従来の「au design project」、ならびに「NEW STANDARD」に代わる新ブランドである「iida（イーダ）」シリーズの第1弾として企画された。既存のS001を基に再設計され、カメラはS001より画素数がダウンして319万画素（約3.2Mピクセル）となり、ISO1600相当の高感度撮影機能が省略された。S001以上に軽量に仕上げられ、端末外枠の装飾にはステンレスが、フレームレス構造のテンキー部分にはアルミがそれぞれ使用されている。
S001同様、内蔵メモリは約70MB（内、BREW専用領域は約30MB）で2GBを超える大容量のmicroSDHCカードやメモリースティックマイクロには対応しない。
S001に続いてグローバルパスポートCDMAとグローバルパスポートGSMのデュアルローミングに対応している。

## 沿革
- 2009年（平成21年）4月7日 - KDDIより公式発表。
- 2009年4月17日 - 全国にて一斉発売。
- 2010年（平成22年）1月 - 販売終了。
- 2012年（平成24年）7月22日 - L800MHz（旧800MHz帯・CDMA Banclass 3）帯エリアによる音声・通信サービスの停波によりそれ以降はN800MHz（新800MHz帯・CDMA Bandclass 0 Subclass 2）帯エリアおよび2GHz（CDMA Bandclass 6）帯エリアの各音声・通信サービスで利用する事となる。

## 主な機能・サービス
※☆印が付与されている機能・サービスはGSM（海外）モード時は使用不可。
| 主な対応サービス                                                                        | 主な対応サービス                        | 主な対応サービス                                                | 主な対応サービス                                              |
| --------------------------------------------------------------------------------------- | --------------------------------------- | --------------------------------------------------------------- | ------------------------------------------------------------- |
| LISMO! (着うたフル) (着うたフルプラス) (LISMOビデオクリップ) (LISMO Video) (LISMO Book) | EZケータイアレンジ                      | バーコードリーダー&メーカー                                     | PCサイトビューアー                                            |
| au BOX                                                                                  | ワイヤレスミュージック                  | au Smart Sports☆ Run & Walk☆ Karada Manager☆ カロリーカウンター | EZナビウォーク☆                                               |
| EZ助手席ナビ☆                                                                           | 安心ナビ☆                               | 災害時ナビ                                                      | ナカチェン                                                    |
| EZアプリ FullGame! Bluetooth対戦                                                        | EZアプリ (BREW)                         | オープンアプリプレイヤー☆                                       | PCドキュメントビューアー                                      |
| アレンジメニュー                                                                        | au oneガジェット マルチプレイウィンドウ | じぶん銀行アプリ☆                                               | EZ・FM                                                        |
| EZチャンネル EZチャンネルプラス EZニュースフラッシュ EZニュースEX （EZweb版のみ対応）   | Touch Message                           | EZFeliCa                                                        | ケータイ de PCメール au one メール                            |
| デコレーションメール                                                                    | デコレーションアニメ                    | 緊急地震速報☆                                                   | 緊急通報位置通知                                              |
| EZテレビ（ワンセグ）☆                                                                   | グローバルパスポート (CDMA・GSM)        | 赤外線通信                                                      | Bluetooth auフェムトセル (別途、ケータイアップデートにて対応) |

## 不具合および新機能の追加
2010年6月24日に以下の新機能の追加がケータイアップデートにより行われた。
- 宅内用小型基地局「auフェムトセル」に対応した。